# Old Fashioned
L'Old Fashioned è un cocktail da aperitivo a base di bourbon in cui vengono dissolti zucchero, angostura bitter ed essenza di scorza d'arancia. Il nome sta per old fashioned whiskey cocktail. È un cocktail ufficiale IBA.
È uno dei cocktail più famosi al mondo e uno dei più antichi degli Stati Uniti; lo scrittore britannico Kingsley Amis lo definì «l'unico cocktail che può rivaleggiare con il Martini e le sue varianti»; il conterraneo Alec Waugh lo considerò il miglior preludio a una cena insieme al Martini Dry; per il drammaturgo statunitense George Jean Nathan fa parte della "trinità dei cocktail" insieme al Martini e al Manhattan.

## Composizione
- 4,5 cl di bourbon whiskey, scotch o rye whiskey
- 2 gocce di angostura
- 1 zolletta di zucchero
- 1 spruzzata di soda
- Guarnizione: scorza d'arancia e ciliegina

## Preparazione
Prendere un bicchiere tipo old fashioned da 6-10 once fluide, porvi una zolletta di zucchero ed impregnarla con gocce di angostura (3-4 gocce, cioè 1,8-2,5 ml). Utilizzare un pestello per schiacciare la zolletta. Aggiungere un goccio di acqua naturale per far sciogliere meglio lo zucchero e mescolare stando attenti a non creare grumi ed ottenere una soluzione omogenea. Aggiungere un'oncia di bourbon e poi 3-4 cubetti di ghiaccio. Utilizzare il cucchiaio da bar per mescolare e dissolvere lo zucchero (ed eventualmente lo sciroppo) nel bourbon. Aggiungere altri cubetti di ghiaccio sino a riempire il bicchiere, quindi una mezza oncia di bourbon. Mescolare di nuovo con il cucchiaio da bar. Ricavare con un pelapatate una lunga fetta di scorza d'arancia sopra il bicchiere così che l'essenza d'arancia si depositi nella soluzione e la profumi. È possibile anche schiacciarla leggermente sopra il bicchiere per ottenere il risultato. Tagliare e pulire la fettina di scorza d'arancia, poi aggiungerla al cocktail. Inserire nel cocktail una ciliegia al maraschino e ricavare una fettina d'arancia con cui guarnire il bicchiere. Servire senza cannuccia.

## Varianti
L'Old Fashioned è un cocktail relativamente semplice ma, data la sua lunga storia, presenta decine se non centinaia di varianti.
- È possibile utilizzare scotch whisky o rye whiskey. Quest'ultimo, un distillato al 51% (minimo) di segale, era il tipo di whisky americano predominante nella prima metà dell'Ottocento, quando fu inventata la ricetta originale del cocktail. È un po' meno dolce del bourbon.
- 1 goccio di sciroppo semplice al posto della zolletta di zucchero.
- 1 spruzzo di soda subito dopo aver pestato lo zucchero o aver versato lo sciroppo.
- 1 spruzzo di curaçao invece che di soda subito dopo aver pestato lo zucchero per intensificare l'aroma agrumato.
- 1 fettina di scorza di limone da spremere e inserire nel cocktail invece che d'arancia. Questa variante nella preparazione risale ad una delle prime ricette di questo cocktail risalente al 1895.